# Hentzia fimbriata
Hentzia fimbriata là một loài nhện trong họ Salticidae.
Loài này thuộc chi Hentzia. Hentzia fimbriata được Frederick Octavius Pickard-Cambridge miêu tả năm 1901.